# Lengyel–szovjet háború
| 0. Lengyel–ukrán háború                                  | 1918. | 11. 01. - 1919. 07. 18.  |
| 1. Versailles-i békeszerződés                            | 1919. |                          |
| 2. Lengyel–szovjet háború                                | 1919. | 02. 14. - 1921. 03. 18.  |
| 3. Trianoni békeszerződés                                | 1920. |                          |
| 4. Rapallói egyezmény                                    | 1920. | november 12.             |
| 5. Francia–lengyel katonai szövetség (en)                | 1921. | február 16.              |
| 6. Rigai béke (en)                                       | 1921. | március 18.              |
| 7. Menetelés Rómába                                      | 1922. | október 28 - 29.         |
| 8. Korfui összetűzés (olasz-görög) (en)                  | 1923. | aug. - szept.            |
| 9. Müncheni sörpuccs                                     | 1923. | november 8.              |
| 10. A Ruhr-vidék francia–belga megszállása (en)          | 1923. | - 1925.                  |
| 11. Libia megszállása - Második olasz–líbiai háború (en) | 1923. | - 1932.                  |
| 12. Mein Kampf (Harcom) megjelenése                      | 1925. |                          |
| 13. Dawes-terv (en)                                      | 1924. |                          |
| 14. Locarnói egyezmény                                   | 1925. | december 01.             |
| 15. Young-terv (en)                                      | 1929. |                          |
| 16. Nagy gazdasági világválság                           | 1929. | október 24. – 1941.      |
| 17. Mandzsúria japán lerohanása (en)                     | 1931. | 09. 18. - 1932. 02. 26.  |
| 18. Mandzsukuo megszállása                               | 1931  | – 1942.                  |
| 19. Sanghaj-i január 28-i összetűzés (en)                | 1932. | 01. 28. – 03. 03.        |
| 20. Szovjet–lengyel megnemtámadási egyezmény             | 1932. | július 25.               |
| 21. Genfi leszerelési világértekezlet (en)               | 1932. | 02.02. - 1934.06.11.     |
| 22. Első hopeji hadjárat/A nagy fal védelme (en)         | 1933. | 01.01 - 05.31.           |
| 23. Belső-mongóliai hadjárat (en)                        | 1933. | - 1936.                  |
| 24. Hitler lesz a kormányfő és az államfő is egyben      | 1933. | - 1934.                  |
| 25. A tanggui fegyverszünet (en)                         | 1933. | május 31.                |
| 26. Németország újrafelfegyverzése elindul (en)          | 1933. | július 12.               |
| 27. Olasz–szovjet egyezmény (en)                         | 1933. | szeptember 2.            |
| 28. Belső-mongóliai hadjárat (en)                        | 1933. | ápr.- 1936. dec.         |
| 29. Németország elhagyta a leszerelési értekezletet (en) | 1933. | október 14.              |
| 30. Németország kilép a Nemzetek Szövetségéből (en)      | 1933. | okt. 19. - nov. 12.      |
| 31. Német–lengyel megnemtámadási egyezmény               | 1934. | január 26.               |
| 32. A Saar-vidéki népszavazás/visszatérés Németországhoz | 1935. | január 13.               |
| 33. Kötelező sorozás kezdődik Németországban újra (en)   | 1935. | március 16.              |
| 34. Francia–szovjet segítségnyújtási szerződés (en)      | 1935. | május 2.                 |
| 35. Szovjet–csehszlovák segítségnyújtási szerződés (en)  | 1935. | május 16.                |
| 36. He-Umezu egyezmény (en)                              | 1935. | 06. 10. - 1937. 07. 07.  |
| 37. Angol–német tengerészeti egyezmény (en)              | 1935. | június 18.               |
| 38. December 9-i megmozdulások Pekingben (en)            | 1935. | december 9.              |
| 39. Második olasz–etióp háború (abesszíniai háború)      | 1935. | 10. 3.- 1937. 02. 19.    |
| 40. A Rajna-vidéki bevonulás (en)                        | 1936. | március 7.               |
| 41. Spanyol polgárháború kezdete                         | 1936. | júl. 17. - 1939. ápr. 1. |
| 42. A Berlin–Róma-tengely (német–olasz egyezmény)        | 1936. | október 27.              |
| 43. Antikomintern paktum                                 | 1936. | november 25.             |
| 44. Suiyuan hadjárat (en)                                | 1936. | október - november       |
| 45. Hsziani válság (en)                                  | 1936. | december 12-26.          |
| 46. Második kínai–japán háború                           | 1937. | - 1945.                  |
| 47. A USS Panay-incidens (en)                            | 1937. | december 12.             |
| 48. Ausztria bekebelezése (Anschluss)                    | 1938. | március 12.              |
| 49. Májusi válság (német–cseh határ) (en)                | 1938. | május 19 - 23.           |
| 50. Haszan-tavi csata/Csangkufengi összecsapás           | 1938. | júl. 29. - aug. 11.      |
| 51. Német–csehszlovák kisháború (Ordnersgruppe) (en)     | 1938. | szeptember 16 - 17.      |
| 52. Müncheni egyezmény                                   | 1938. | szeptember 29.           |
| 53. A Szudéta-vidék Birodalomhoz csatolása (en)          | 1938. | október 01 - 10.         |
| 54. Első bécsi döntés                                    | 1938. | november 02.             |
| 55. A Szlovák Köztársaság kikiáltása                     | 1939. | március 14.              |
| 56. Csehszlovákia német megszállása (en)                 | 1939. | március 15.              |
| 57. Litvánia náci megfenyegetése, Memel elcsatolása (en) | 1939. | március 20 - 22.         |
| 58. Magyar–szlovák kis háború                            | 1939. | március 23 - 31.         |
| 59. A spanyol polgárháború végső hadműveletei (en)       | 1939. | március 26. - április 1. |
| 60. Danzigi válság (en)                                  | 1939. | március - augusztus      |
| 61. Angol függetlenségi garancia Lengyelországnak (en)   | 1939. | március 31.              |
| 62. Albánia olasz lerohanása (en)                        | 1939. | április 7-12.            |
| 63. Szovjet–angol–francia tárgyalások Moszkvában (en)    | 1939. | ápr. 15.- aug. 21.       |
| 64. Német–olasz barátsági és katonai szerződés           | 1939. | május                    |
| 65. Halhín-goli csata                                    | 1939. | május - szeptember       |
| 66. Molotov–Ribbentrop szerződés                         | 1939. | augusztus 23.            |
| 67. Lengyelország német lerohanása                       | 1939. | szept. 1. - okt. 6.      |

A lengyel–szovjet háború (a lengyel történetírásban lengyel–bolsevik háború) Szovjet-Oroszország és Szovjet-Ukrajna, valamint a Második Lengyel Köztársaság és az Ukrán Népköztársaság, négy újonnan született állam között zajlott az első világháború utáni Európában. Az oroszországi polgárháború részének is tekinthető, mivel egészében az egykori Orosz Birodalom területén folyt és szoros összefüggésben állt a polgárháború más összecsapásaival. Lengyelország, amely 1918-ban az évszázados felosztottság után visszanyerte államiságát, meg akarta védeni azokat a területeket, amelyeket tőle egyszer már elvettek, a szovjetek célja pedig az Orosz Birodalom által ellenőrzött területek megtartása volt, amelyek felett a világháború alatt elvesztették uralmukat. Mind a két oldal saját magát tekinti győztesnek: a lengyelek azt állítják, sikeresen megvédték államukat, míg a szovjetek a lengyelek 1920-as keleti támadásának visszaverése miatt tekintették magukat a győztesnek.
A versailles-i békeszerződés nem rendezte a Lengyelország és Oroszország közötti határokat, ennek megállapítását több, a háborút követő esemény hátráltatta. Ezek közé tartozik az 1917-es orosz forradalom, az orosz, a német és az osztrák birodalom szétesése, az oroszországi polgárháború, a központi hatalmak kivonulása a keleti frontról, valamint Ukrajna és Fehéroroszország függetlenedési igénye. Lengyelország államfője, Józef Piłsudski elérkezettnek látta az időt, hogy a keleti határokat, amennyire csak tudja, kitolja, hogy ezt követően meg tudja alkotni a lengyel vezetés alatt álló államok föderációját, a Międzymorzét. Ez Közép- és Kelet-Európa nagy részét egybeolvasztotta volna, s így megakadályozta volna mind a német, mind az orosz imperializmus feléledését. Lenin Lengyelországban látta a hidat, ami összeköttetést biztosít más kommunista mozgalmakhoz, amelyek segítségével el tudja terjeszteni Európában a kommunista forradalmakat.
1919-re már a lengyel hadsereg ellenőrizte Nyugat-Ukrajna nagy részét, miután megnyerte a lengyel–ukrán háborút; a Nyugat-ukrajnai Népköztársaság sikertelenül próbált meg független államot létrehozni, mert erre a területre mind az ukránok, mind a lengyelek igényt tartottak. Ezalatt Oroszországban, az ott folyó polgárháborúban a bolsevikok elkezdték átvenni az irányítást, és elkezdtek nyugatra terjeszkedni, az igényelt területek irányába. 1919 végére világos frontvonal kezdett kirajzolódni. A két fél közötti határon nyílt harc indult, miután Piłsudski serege 1920 áprilisában betört Ukrajnába. Itt egy hevenyészve összeállt, mégis ütőképes csapattal találta magát szemben, amely hirtelen rajtaütött. Ekkor a szovjet csapatok a lengyel erőket egészen a fővárosig, Varsóig visszaszorították. Ezalatt erősödtek a nyugati félelmek, hogy a szovjet csapatok elérik a német határt, és veszélyeztetik a nyugati hatalmak érdekeit. A nyár közepén Varsó eleste már biztosnak látszott, de augusztus közepén a lengyel erők váratlan győzelmet arattak a varsói csatában. 1920. szeptember végén a lengyelek újabb győzelmet arattak a nyemani csatában. Amikor keleten a lengyelek erői mellé állt a hadiszerencse, a szovjetek kérték, hogy kössenek békét, és a háború 1920 októberében tűzszünettel ért véget. A hivatalos békeszerződést 1921. március 18-án Rigában írtak alá, amely a vitatott területeket elosztotta Lengyelország és Szovjet-Oroszország között. A háború nagy mértékben meghatározta a két világháború közti lengyel–szovjet határt.

## Nevek és dátumok
A háborút számos néven emlegetik. Talán a lengyel–szovjet háború a legelterjedtebb, azonban ez félrevezető, mert a Szovjetunió csak 1922 decemberében jött létre. Ebben a háborúban a másik fél Szovjet-Oroszország volt. Az alternatív elnevezések közé tartozik az orosz–lengyel [vagy lengyel–orosz] háború 1919-20/21, hogy megkülönböztessék a régebbi háborúktól. Hívták még lengyel–bolsevik háborúnak is. Ez a második megnevezés (vagy csak egyszerűen az, hogy bolsevik háború (lengyelül Wojna bolszewicka)) sokkal népszerűbb a lengyel forrásokban. Néhány lengyel forrás 1920-as háborúnak nevezi.
A másik vitatott kérdés a háború kezdetének és végének dátuma. Például az Encyclopædia Britannica az 1919–1920-as dátummal kezdi cikkét, de később a következőket mondja: Bár már voltak összetűzések a két ország között 1919-ben, a háború akkor kezdődött, amikor a lengyel államfő, Józef Piłsudski az ukrán nacionalisták vezetőjével, Szimon Petljurával szövetkezett (1920. április 21.) és egyesített erővel próbálták meg lerohanni Ukrajnát, és május 7-én el akarták foglalni Kijevet, míg a lengyel Internetowa encyklopedia PWN több történészhez, például Norman Davieshez hasonlóan – egyértelműen 1919-et tekintik a háború kirobbanásának éveként. A befejezés éve is kétséges. Vagy 1920, vagy 1921. Ez a bonyolultság onnan ered, hogy a tűzszünetet már 1920-ban megkötötték, a háborút hivatalosan lezáró szerződést viszont, csak 1921-ben írták alá.
Míg az 1919-es eseményeket csak kiterjedt konfliktusként lehet leírni, 1920-ra már mindkét fél érzékelte, hogy rendes háborúba keveredett. Az 1919-es összetűzések szoros kapcsolatban álltak az egy évvel később kirobbant háborúval. Az 1920-as történések az 1919-es események logikus következményei, melyeket nem lehetett előre látni.

## Előzmények

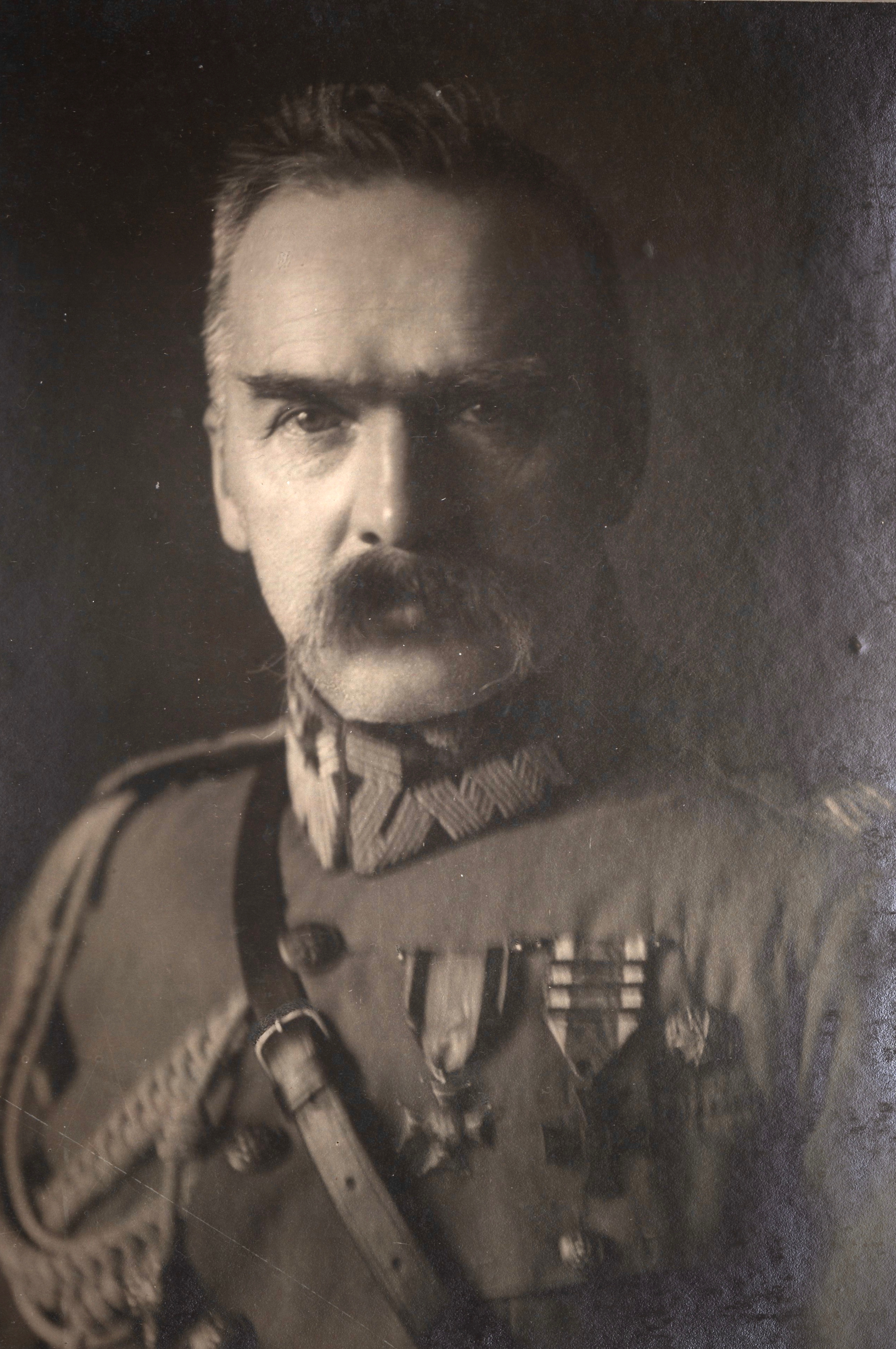
Lengyelország vezetője Józef Piłsudski

Lengyelország 1795-ös felosztása, A színezett területek a lengyel–litván unió területét mutatják, közvetlenül a felosztást megelőzően. A kékes területeket Poroszország, a zöldeseket Ausztria és Magyarország, a barnás színűeket pedig az Orosz Birodalom kapta.

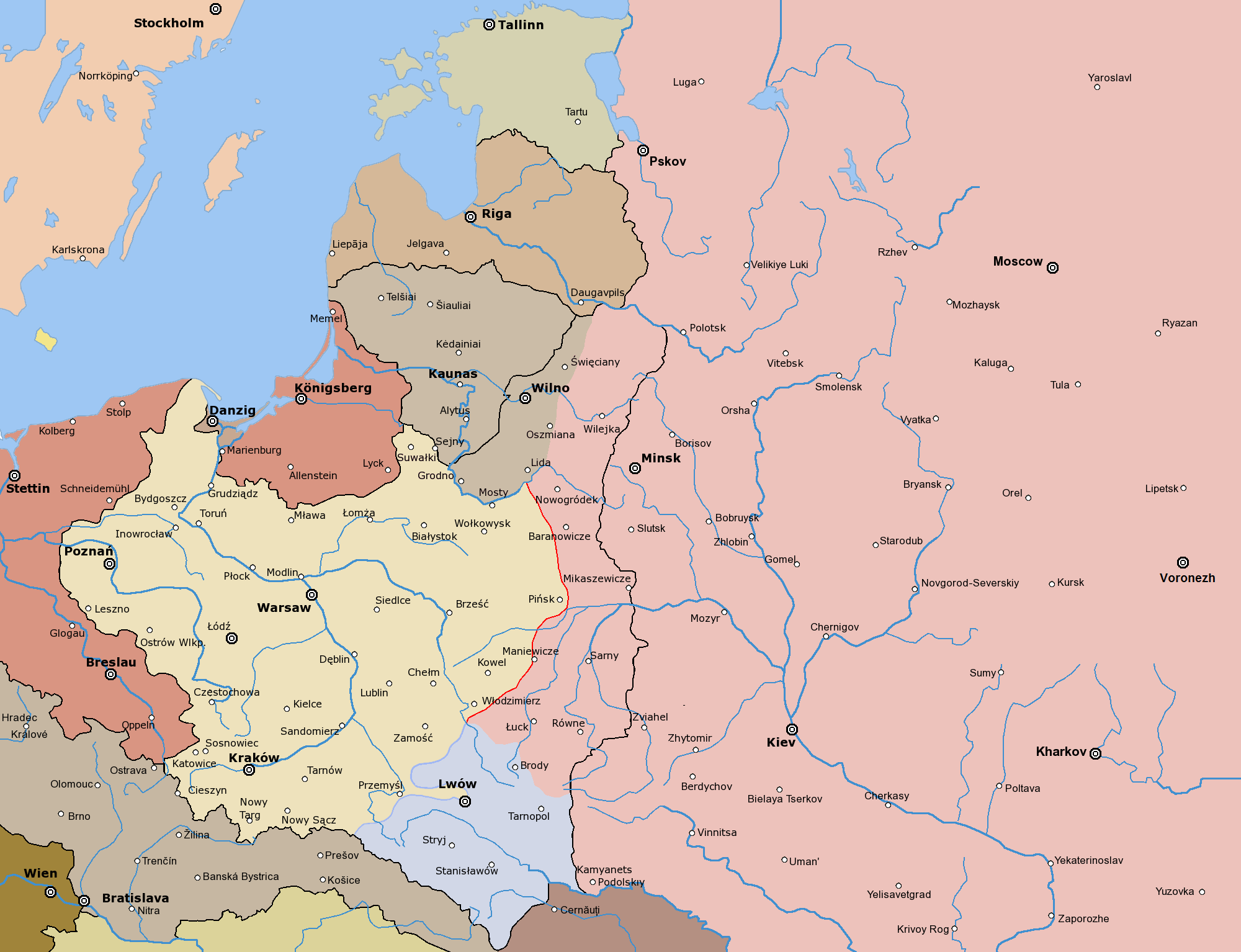
Lengyelország újjászületése – a helyzet 1919 márciusa felében

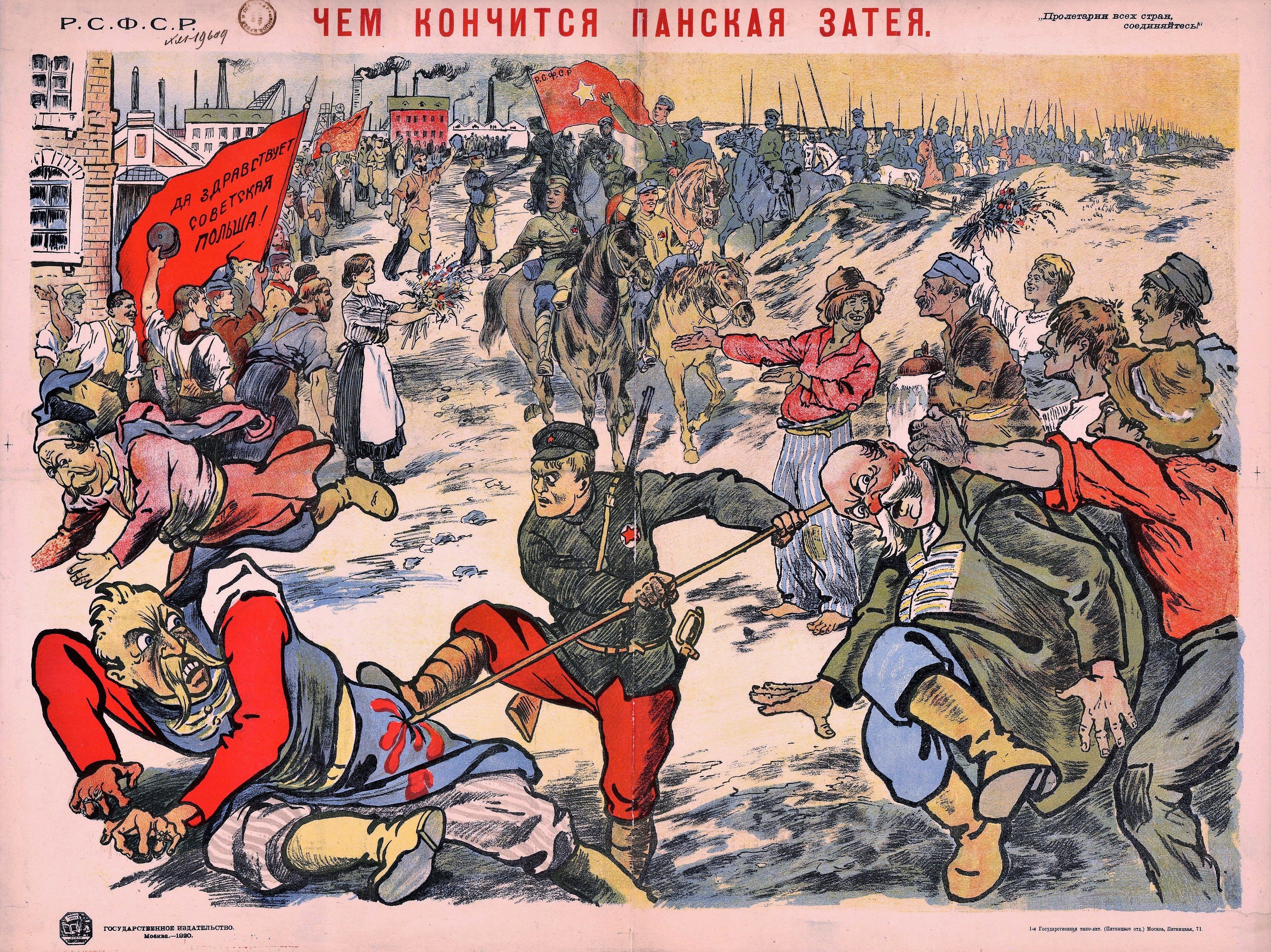
Szovjet propagandaplakát. A szöveg: „így múlik el a földbirtokos álma.”

Az első világháború következtében drámaian megváltozott Közép- és Kelet-Európa térképe. Németország terve, miszerint bábállamot hoz létre, ugyanúgy nem valósult meg, mint Oroszországé, amely a birodalom bukása után forradalomba és polgárháborúba süllyedt. Sok nemzet látott ekkor lehetőséget a függetlenedésre, de nem voltak eléggé felkészültek a véghezvitelére. Oroszország úgy tekintett ezekre a területekre, mint rebellis orosz provinciákra, amelyek veszélyesek az ország biztonságára, de ő is képtelen volt időben reagálni.
Az 1918-as nagy-lengyelországi felkelés sikerét követően, az 1795-ös három részre osztás után Lengyelország ismét elnyerte önálló államiságát. 123 évvel azelőtt három szomszédos birodalom felosztotta egymás között. Az ország Második Lengyel Köztársaság néven született újjá, s határait kicsit kibővítette.
Lengyelország nem volt egyedül az új államok megalkotásának lehetőségeivel, s a velük szembesülő problémákkal. Valójában minden új ország határvitákba és összetűzésekbe keveredett. Románia Erdély miatt Magyarországgal, Jugoszlávia Fiume miatt Olaszországgal, Lengyelország Teschen miatt Csehszlovákiával, a németekkel Posen és az ukránokkal Kelet-Galícia miatt. Az ukránok, lettek, litvánok, észtek egymással és az oroszokkal, akik szintén megosztottak voltak. A terjedő kommunizmus miatt, ami a müncheni, a berlini, az eperjesi kommunista felkelésekben és a Magyarországi Tanácsköztársaságban öltött testet, Winston Churchill a következőt mondta: „Az óriások háborúja befejeződött, a törpéké elkezdődött.” A lengyel–szovjet háborún kívül az összes többi határvillongás rövid életű volt.
A lengyel–szovjet háború inkább a sors mintsem a tervezettség eredményeként lett olyan, amilyen. Sem Szovjet-Oroszország, sem az újonnan alapított Második Lengyel Köztársaság nem akart ilyen hosszú ideig elnyúló háborúba keveredni. Lengyelország, amelynek területén áthúzódott az első világháború frontvonala, politikailag labilis volt. Épp csak megnyerte a Nyugatukrán Népköztársaság ellen vívott harcát, és máris konfliktusba került Németországgal (sziléziai felkelések) és Csehszlovákiával (lengyel csehszlovák határviták). Azonban a nyugatiak figyelmét lekötötte a forradalmi Oroszországban folyó eseménysor, s azon gondolkodtak, hogy közbe kell-e avatkozniuk. Az 1919 februárjától, az első összecsapások után még majdnem egy évnek el kellett telnie, hogy mindkét fél belássa: már valódi háború résztvevői.

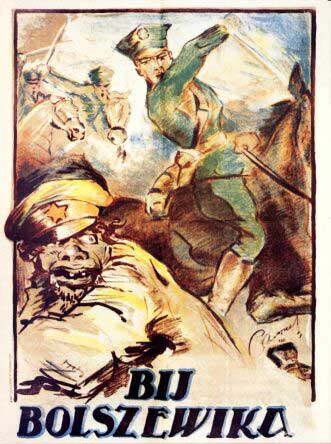
Lengyel propaganda-plakáton lengyel lovaskatona és egy vöröskatona. A szöveg:"Üsd a bolsevikot!"

1919 elején Oroszország új kommunista kormányának vezetőjét, Lenint felbátorította a Vörös Hadsereg polgárháborús győzelme a fehér oroszok és nyugati szövetségeseik felett, és nagyobb optimizmussal kezdte szemlélni a forradalom jövőjét. A bolsevikok a proletárdiktatúra szükségességét hangsúlyozták, és világméretű kommunista társadalom szükségessége mellett érveltek. Titkolt céljuk az orosz és a németországi forradalom összekapcsolása és egyéb nyugati kommunista szervezetek támogatása volt. Ennek érdekében Lengyelország volt az a híd, amin a Vörös Hadseregnek át kellett haladnia, hogy ezt megvalósítsa. Lenin célja az volt, hogy breszt-litovszki békével átengedett területek feletti ellenőrzést visszaszerezze, beszivárogjon a határokon, és Lengyelországban is szovjet kormányt állítson fel, majd elérje Németországot, ahol elképzelései szerint szocialista forradalom tör ki. 1919 nyarának végére a szovjetek megpróbálták átvenni a hatalmat Ukrajna nagy része felett, a kormányt Kijevből ők akarták irányítani. 1919 elején szintén létrehozták a Litván–Belorusz Szovjet Szocialista Köztársaságot. Ez a kormány nagyon népszerűtlen volt, a terrorizmus valamint az élelem és egyéb javak a hadsereg számára való rekvirálása miatt. Erre csak a kijevi offenzíva visszaverése után került sor, bár néhány szovjet vezető a háborúban a forradalom nyugatra történő terjesztésének eszközét látta. Valójában a bolsevikok a következőt állították:
De a mi és az önök ellenségei csak becsapják önöket, mikor azt állítják, hogy a szovjet kormány Lengyelországban a Vörös Hadsereg embereinek segítségével a kommunizmust próbálja meggyökereztetni. A kommunizmus csak ott jöhet léte, ahol a dolgozó nép túlnyomó többsége meg van győződve arról, hogy ezt saját erejéből létre tudja hozni. Csak akkor lehet szilárd; csak ebben az esetben tud a kommunizmus már gyökereket ereszteni az országban. Oroszország kommunistái csak azért vannak ott, hogy táplálják ezt a meggyőződést, a saját építő jellegű munkájukkal; nem azért lettek odavezényelve, hogy erőszakkal elterjesszék a kommunizmust.”
A lengyel–szovjet háború megindulása előtt a lengyel politikusokra nagy hatással volt az akkori államfő, (Naczelnik państwa), Józef Piłsudski meg akarta dönteni az orosz vezetést, és lengyel vezetésű államot akart felállítani a független, más birodalmaktól elszakadt területekből, mint Litvánia, Ukrajna és más közép-kelet-európai országok. Az új föderáció neve Międzymorze (Tengerköz) Föderáció lett volna. Ennek az újonnan létrehozandó uniónak az lett volna a legfőbb célja, hogy ellensúlyt biztosítson bármilyen potenciális gyarmatosítási lépéssel szemben, amelyre Németország és Oroszország részéről lehetett számítani. Piłsudski a következőkkel érvelt: „Független Ukrajna nélkül nem lehet független Lengyelország”, de sokkal jobban érdekelte az, hogy Ukrajnát csatolják el Oroszországtól, semmint az ukránok jóléte. Nem habozott fegyveres erőket bevetni hogy megpróbálja Lengyelország területét Galícia és Volhinia felé kiterjeszteni, s így megsemmisíteni az ukrán önrendelkezési törekvéseket a Nyugati-Bugtól északra fekvő területeken, ahol jelentős számú lengyel kisebbség lakott, leginkább a Lwówhoz hasonló városokban, Lengyelország jövőjéről szólva Piłsudski a következőket mondta: „Minden, amit nyugaton nyerhetünk, az antanton múlik. Azon, hogy mekkora nyomást gyakorol Németországra. Míg keleten vannak kinyíló és bezáródó ajtók, és minden azon múlik ki és milyen erővel próbálja meg kinyitni őket”.” A lengyel keleti terjeszkedési terv az ő haderejükkel több mint megvalósíthatónak tűnt. Azonban Lengyelországnak nem állt érdekében a nyugatiakkal közösen beavatkozni az orosz polgárháborúba, sem az, hogy magát Oroszországot elfoglalja.

## Hadműveletek

### 1919

#### Káosz Kelet-Európában
1918-ban a német hadsereg Max Hoffmann vezetésével elkezdett nyugati irányba visszavonulni. A központi hatalmak (Németország, Osztrák–Magyar Monarchia, Török Birodalom, Bulgária) által elhagyott területeken konfliktus tört ki a németek által alapított, a maguk erejéből fejlődött helyi kormányzatok és a bolsevikok között, akik be akarták kebelezni ezeket a területeket Szovjet-Oroszországba. Ennek eredményeképpen majdnem egész Kelet-Európát a káosz jellemezte.
1918. november 18-án a szovjet legfelsőbb katonai vezetés utasította a Vörös Hadsereg nyugati részlegét, hogy a német csapatok Ober Ost-i kivonulását követően kezdjék meg a nyugati hadműveleteket. A fő cél az volt, hogy amekkora területet csak lehet, helyi erőforrásokkal védjenek meg. Csakhogy ezekre a területekre az újonnan született lengyel állam is igényt tartott, és a lengyelek is bevonultak a kiürített területekre. Itt több kisebb összecsapás történt a lengyel és a szovjet csapatok között.
1919 elején a lengyel–orosz háború mondhatni véletlenül tört ki, mindenféle, a felelős kormányok által adott utasítás nélkül, amikor egy önszerveződő lengyel alakulat Vilnában a Litván–Fehérorosz SZSZK-ban megütközött a bolsevik hadsereggel, mindketten a saját kormányuk területét védendő. Végeredményben a sokkal szervezettebb szovjet seregek leverték az ellenállókat, és nyugat felé szorították őket vissza. 1919. január 5-én a Vörös Hadsereg majdnem teljesen zavartalanul elérte Minszket, és véget vetett a rövid életű Belarusz Népköztársaság történelmének. Ugyanakkor egyre több és több lengyel önvédelmi egység bukkant fel Fehéroroszországban és Litvániában (többek között a Litván és Fehérorosz Önvédelmi Erő), és a bolsevistaellenes helyi csoportokkal közösen több helyi összeütközést provokáltak ki. Az újonnan alakult lengyel hadsereg elkezdte keletre küldeni első egységeit, hogy segítsék az önvédelmi erőket, míg Oroszország saját csapatait nyugatra küldte.
1919 tavaszán a szovjetek sorozással 2 200 000 főre növelték a Vörös Hadsereg állományát. Egy részüket nyugatra küldték, más részük belföldön harcolt a fehér lázadók (pl. Anton Gyenyikin) ellen. A nyugati hadseregnek februárban csak 46 000 tagja volt. Ugyanekkor a teljes lengyel hadsereg létszáma 110 000 fő volt, majd áprilisban 170 000, amiből 80 000 volt hadra fogható. 1919 szeptemberében a lengyelek létszáma már 540 000 volt, amiből 230 000 a szovjet fronton harcolt.
Február 14-ére a kelet felé haladó lengyel hadsereg megerősítette állásait Kobryń, Prużany és a Zelvjanka folyó valamint a Nyeman vonalánál. Mosztinál az első szervezett lengyel csoportok összetalálkoztak a felszerelt Vörös Hadsereggel, ahol a bolsevik egységek lövés nélkül győztek. Lassan elkezdett kialakulni a frontvonal Litvániától Fehéroroszországon át Ukrajnáig.

#### A háború közvetlen előzményei

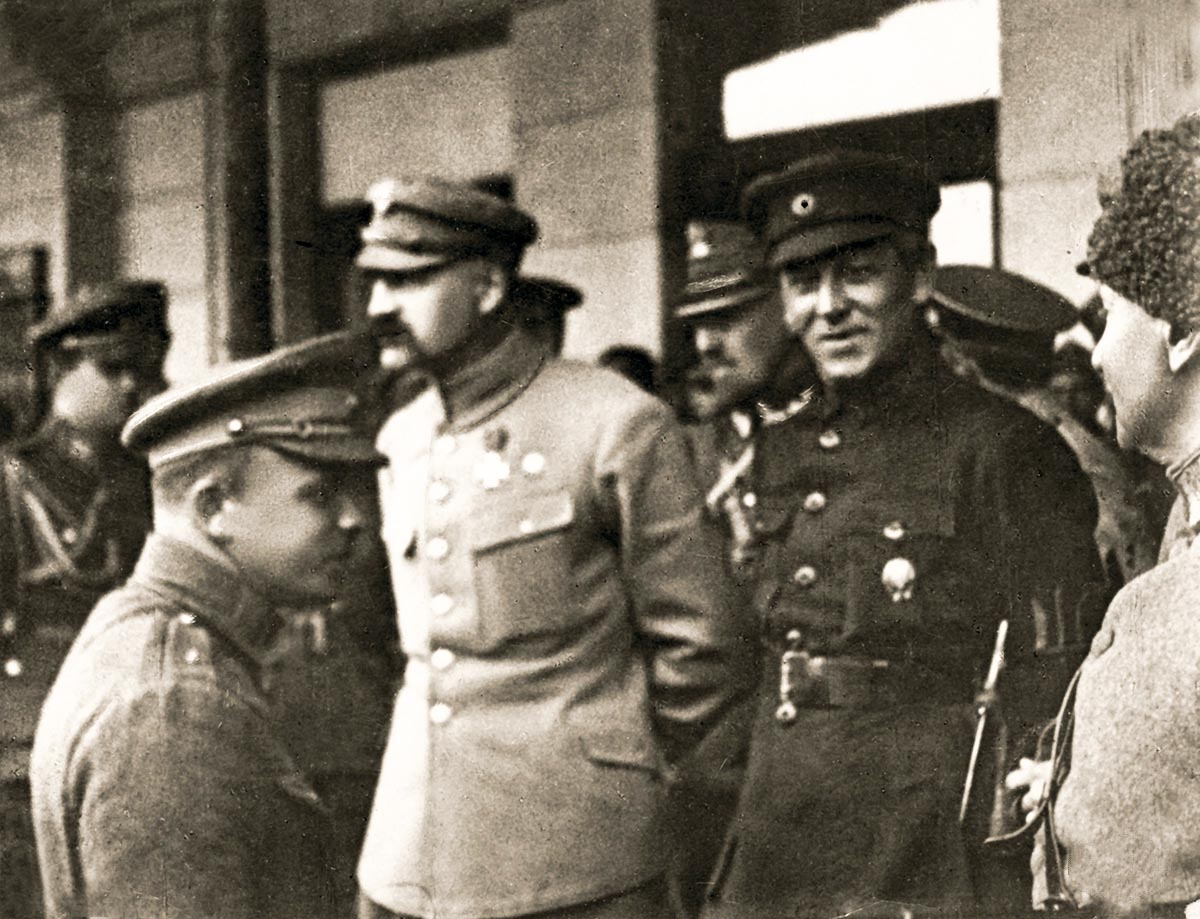
Piłsudski és Petljura Kijevben (1920)

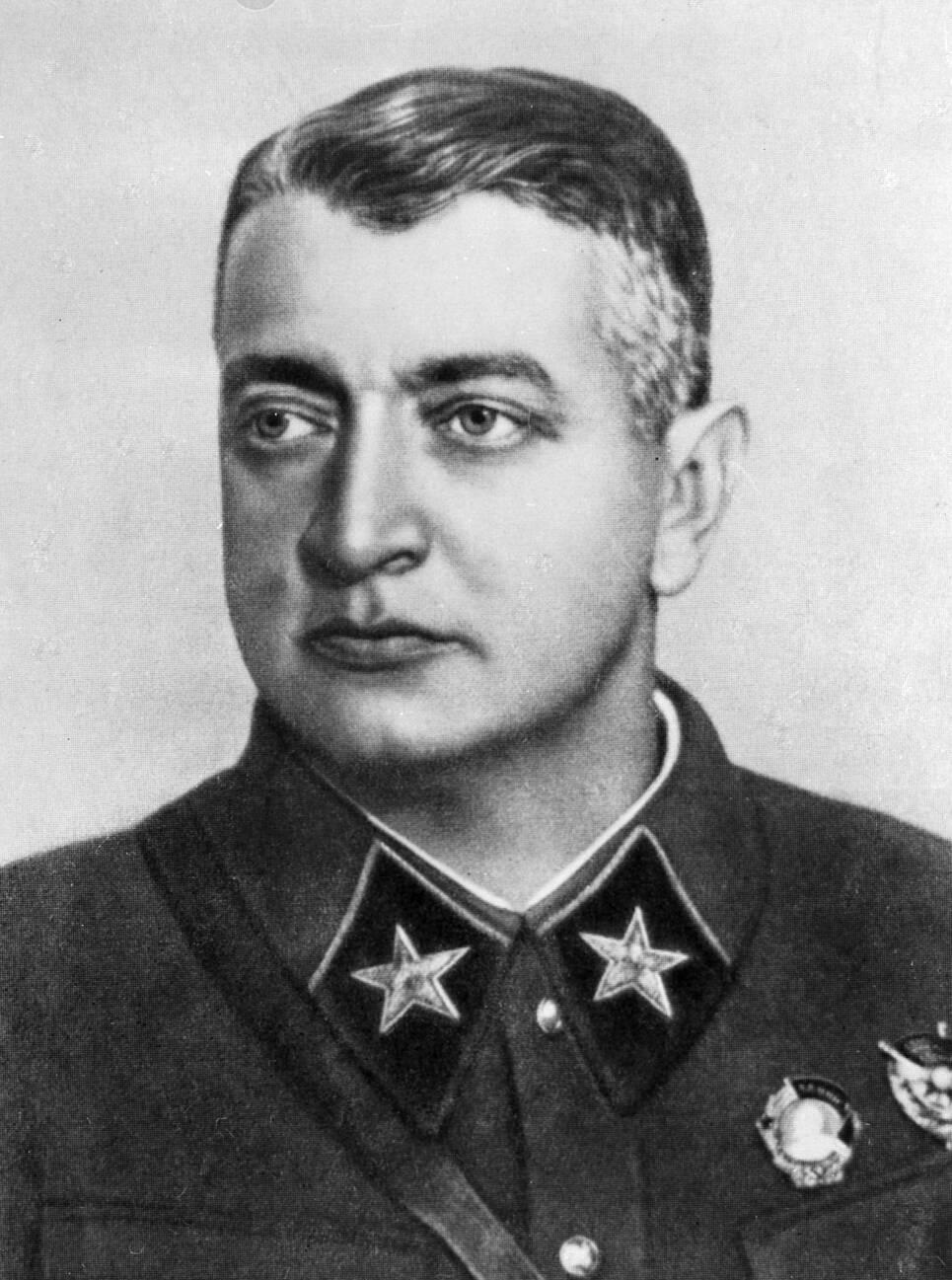
Mihail Tuhacsevszkij

A március 5-én a lengyelek elfoglalták Pinszket és elértek Lidához. Április 16-án megkezdték a támadást, amelynek célja a Vilna elfoglalása volt. Meghódították Lidát, Navahrudakot, Baranavicsit, Vilnát, azután Minszket, Babrujszkot és Bariszavot. Északon a lengyeleknek sikerült felvenni a kapcsolatot a lett hadsereggel. 1920. januárjában elfoglalták Daugavpilst, amelyet átengedték a letteknek.
1919. szeptemberében a lengyelek feltörték az orosz rejtjelet, ami jelentősen megkönnyített a lengyel fővezérnek, Józef Piłsudski marsallnak, a döntéshozatalt.
A Vörös Hadsereg 1919 nyarán szorongatott helyzetbe került a fehér tábornok, Anton Gyenyikin támadása miatt. A francia diplomácia felszólította Piłsudskit, hogy támogassa a tábornok bolsevikellenes hadjáratát, ám az államfő a lengyel érdekeket tartotta szem előtt. A lengyel érdekek pedig Gyenyikin ellen szóltak, hiszen a tábornok 1919 augusztusában kereken kijelentette, hogy a lengyelek a leendő fehér Oroszországban legfeljebb autonómiát kaphatnak. Piłsudski ezért üzenetet küldött a bolsevik vezetőknek, hogy amennyiben a szovjet csapatok néhány kilométerrel visszavonulnak, felhagynak a lengyel katonák közti agitációval, és a Szimon Petljura (Az Ukrán Népfront vezére) elleni támadással, akkor a lengyelek irányából nem kell támadástól tartaniuk. A bolsevikok így az ukrán frontról átdobott csapatok segítségével megverték Gyenyikin hadait. Válaszul a bolsevikok megajánlották Lengyelország függetlenségének feltétlen elismerését és elvileg a keleti határnak azt a formáját, amely megfelelt a lengyeleknek. Piłsudski később azt állította, hogy az a célzatos lengyel tétlenség dönthetett az orosz polgárháború eredményéről.
December folyamán a vörösök a fehérek ukrajnai erőit üldözve bevonultak Kijevbe. Ám ezzel nem csak Gyenyikint gyengítették meg, hanem Petljurát is kiűzték az országból, ami a lengyelek kívánságával ellentétes volt. Lengyelországot azonban a szovjet csapatok nem támadták meg, sőt Lenin 1919. december 22-én békeajánlatot tett Varsónak. Ezt 1920. január 28-án megismételték. Az ajánlatban az állt, hogy a szovjet kormány elismeri a független Lengyelországot, elfogadja a fehérorosz és ukrán frontokat határnak, és nem köt Lengyelország ellen irányuló egyezményt senkivel. Ezzel gyakorlatilag felosztották volna egymás között Belorussziát és Ukrajnát. Ezen tervezet elfogadása esetén Lengyelország területe 388 000 km²-rel nagyobb lett volna, mint amekkora végül a rigai béke nyomán lett, másrészt viszont jelentős nem lengyel etnikumú népcsoportok kerültek volna Lengyelország határain belülre.
Egyes történészek szerint Szovjet-Oroszország így akarta meghálálni Lengyelországnak a gyenyikini polgárháború alatt tanúsított semleges magatartását. Azt, hogy volt is miért hálásnak lenni, az mutatja, hogy Gyenyikin élete végéig a lengyeleket hibáztatta vereségéért, sőt még a Vörös Hadsereg egyik legtehetségesebb tábornoka, a Lengyelország elleni háborút is irányító Mihail Tuhacsevszkij is úgy fogalmazott 1923-ban, hogy „Ha a lengyel kormány meg tudott volna alkudni Gyenyikinnel”, akkor a háború „számunkra jóval rosszabbul végződhetett volna: nehéz is lett volna megjósolni a végeredményt.”
Mások – köztük Piłsudski is – ezzel szemben azon az állásponton voltak és vannak, hogy ezzel csak időt akart nyerni a szovjet vezetés, amíg rendbe szedi kifulladt csapatait és megfelelő fegyverzettel látja el őket, illetve amíg leveri Gyenyikin erőinek maradékát, és az újabb támadást indító, franciák által támogatott tábornokot, Pjotr Vrangelt. Erre utalt az is, hogy Lev Trockij 1920 januárjában határozottan kijelentette, hogy a burzsoá Lengyelországot le kell rombolni, illetve Borisz Saposnyikov, a Vörös Hadsereg vezérkari főnökének helyettese haditervet dolgozott ki Lengyelország ellen. Az ukrán fronton négyszeresére növelték a szovjet hadosztályok számát, és Lenin is a háború mellett foglalt állást.
Piłsudski visszautasította a béketervezetet, és Varsó készülni kezdett a háborúra. Hogy szövetségest szerezzenek, tárgyalásokat kezdeményeztek Petljurával. Az ukrán vezető segítségével akarták a saját pártjukra állítani az ukrán lakosságot. Ezért 1920 április 21-én politikai megállapodást kötöttek, amelyben a lengyel fél elkötelezte magát az ukrán függetlenség és önálló állami lét mellett, cserébe viszont Petljura örökre lemondott Kelet-Galíciáról. Ezt követte április 24-én a katonai egyezmény, amely rögzítette, hogy a felek a jövőben szövetségesnek tekintik egymást. Ezen diplomáciai előkészületek után Piłsudski elérkezettnek látta az időt arra, hogy megtámadja Szovjet-Oroszországot.

### 1920 – A háború eseményei

#### A lengyel támadás
| 1918 novemberében 1919 januárja végéig 1919. márciusa végéig 1919 júniusa végéig 1919. júliusa feléig 1919 júliusa végéig | 1919. októbere feléig 1919 végéig 1920. márciusa feléig 1920 májusa végéig Románia által átengedett területek 1919 májusában |

| június közepéig június végéig július közepéig | júliusa végéig augusztus közepéig frontvonal októbere közepén |

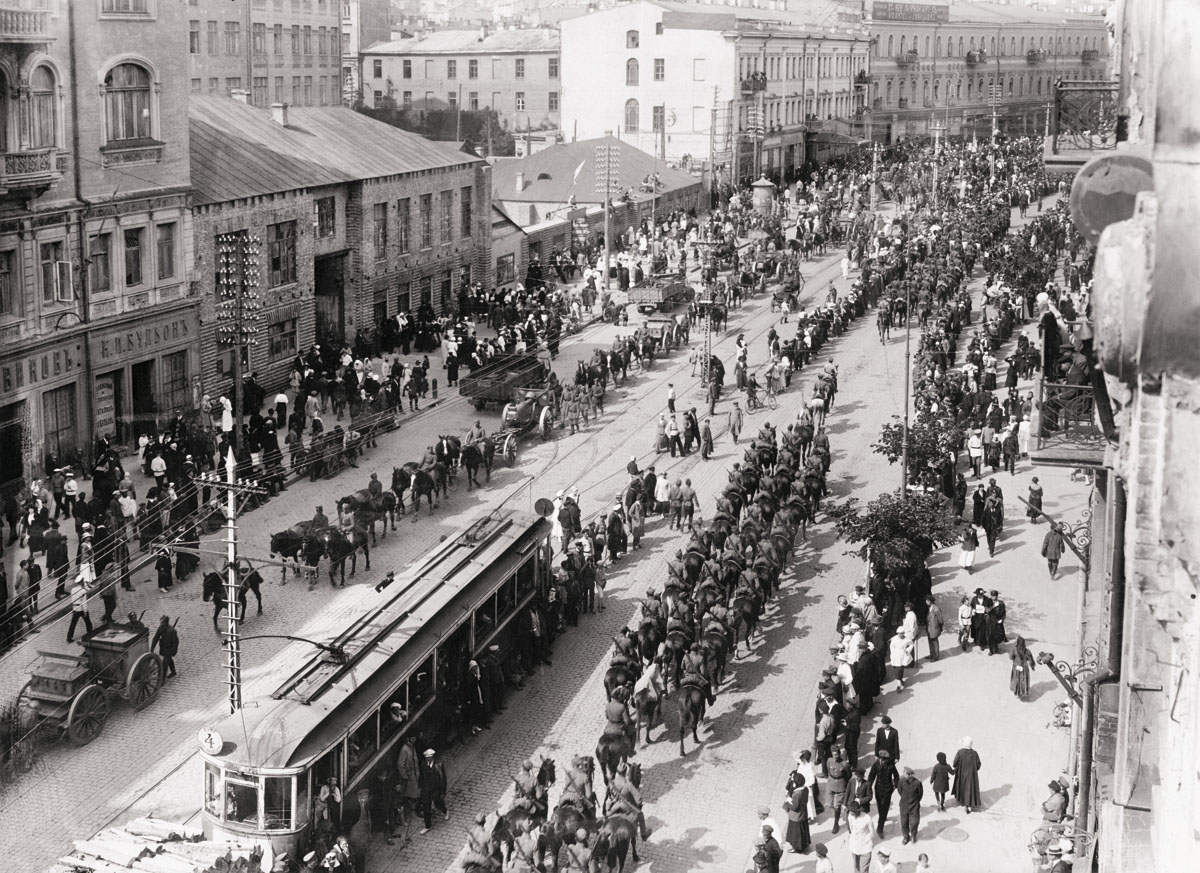
Lengyel és ukrán hadseregek Kijevben

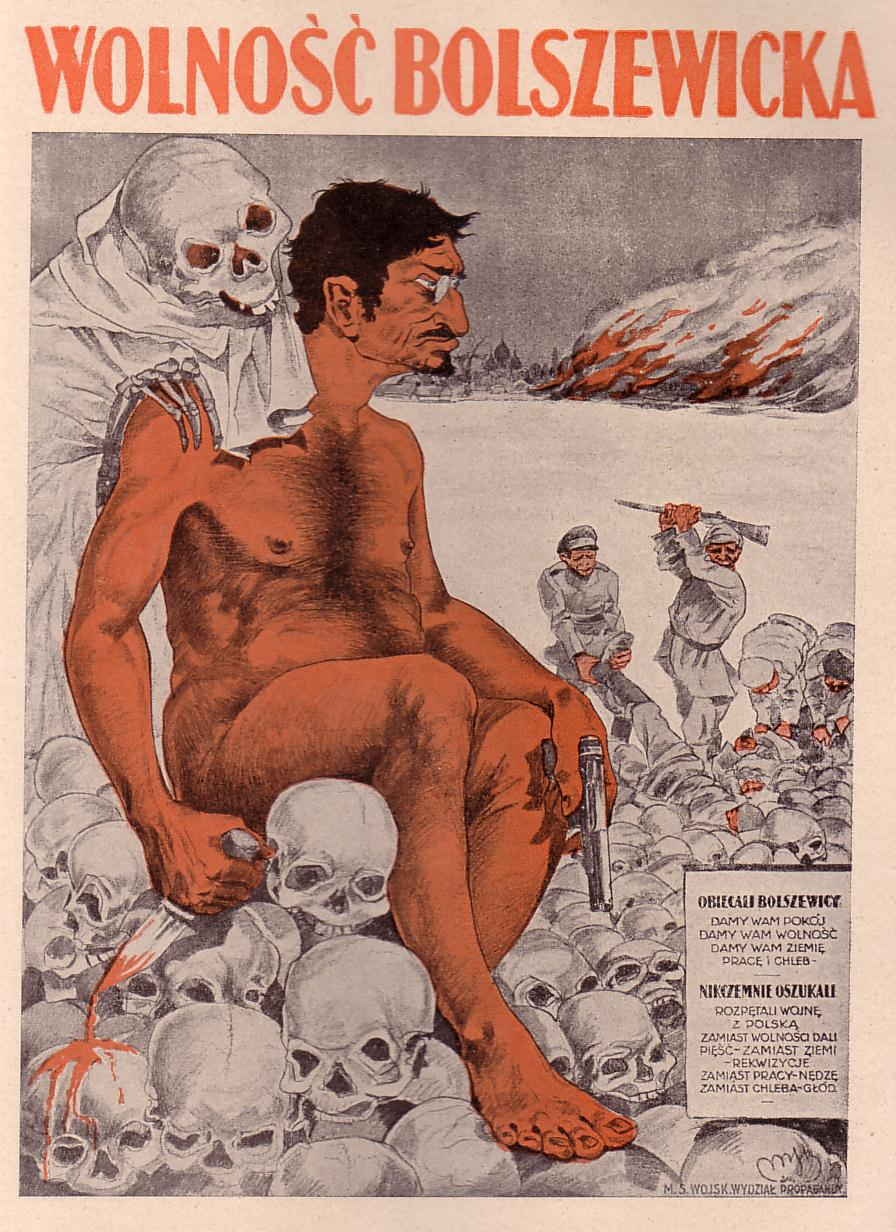
Lev Trockij lengyel propagandaplakáton (felirat: Bolsevik szabadság)

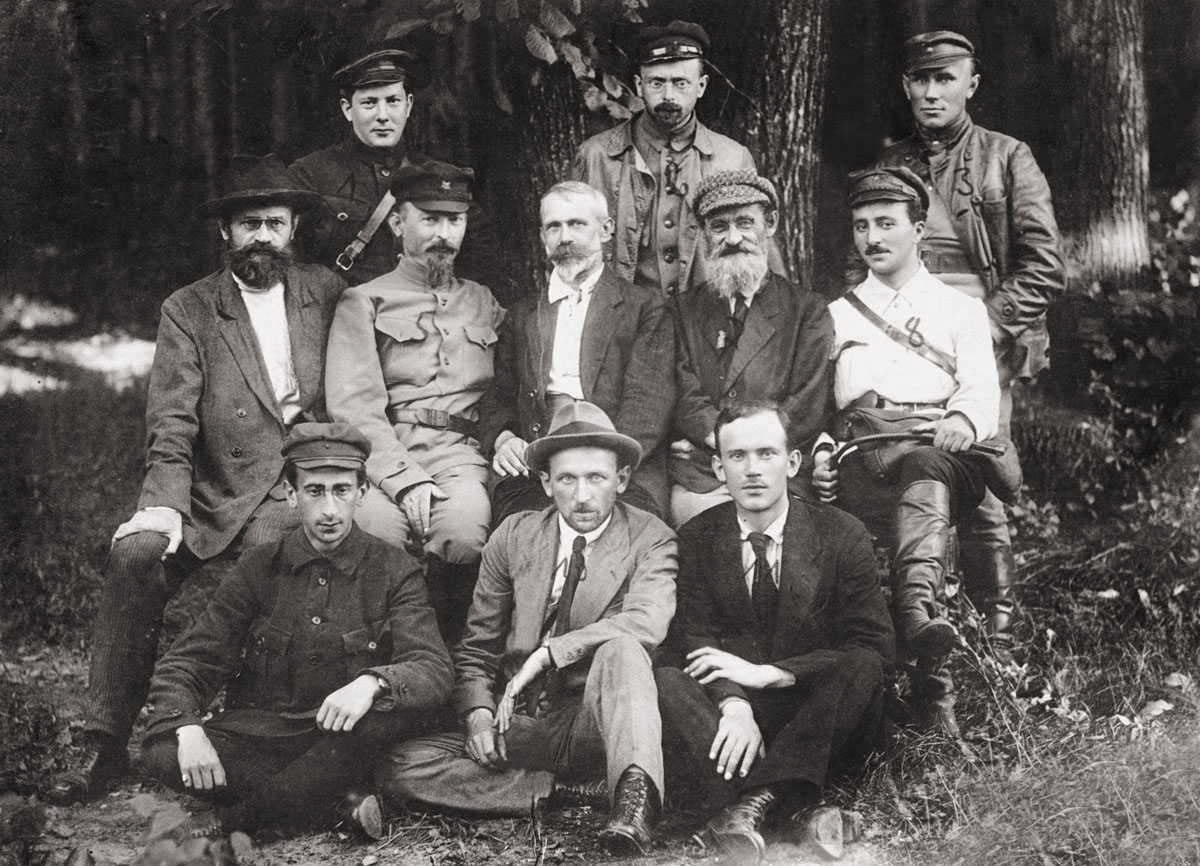
Lengyel Forradalmi Bizottság (Polrewkom) – a leendő lengyel kommunista bábkormány. A második sorban balról: Jakub Hanecki (névleges vezető), Dzerzsinszkij (tényleges vezető), Julian Marchlewski (névleges vezető)

Piłsudski 1920. április 25-én indította el csapatait Kijev ellen. Célja az volt, hogy a szovjet hadsereget ütközetre kényszerítse, és legyőzze még Kijev előtt, így a szovjetek harci szellemét megtörve érjen el tartós békét. A Vörös Hadsereg kitért az összecsapás elől. A lengyel hadsereg gyorsan elfoglalta Zsitomirt, Vinnicját és Csernobilt megközelítette a Dnyepert a Pripjaty torkolatánál. Május 7-én Piłsudski erői ellenállás nélkül tudtak bevonulni a fővárosba.
Míg a lengyel társadalom a győzelmet ünnepelte, addig az orosz nép tragédiaként élte meg Kijev elvesztését. A bolsevik vezetők felhívással fordultak a régi cári tisztekhez, hogy csatlakozzanak a Vörös Hadsereghez, amelynek hatására a szovjet hadseregben közel megduplázódott a volt cári tisztek száma, ez a Vörös Hadsereg ütőképességét nagyban megnövelte. Míg a szovjet vezetés joggal számított az orosz népben felébredő nacionalizmusra, addig az ukránok sem lelkesedtek a lengyel megszállásért, csak tudomásul vették az eseményeket. A lengyelek így nem tudták feltölteni csapataikat lelkes ukrán önkéntesekkel – ennek ellenére, a lengyel főparancsnokság arra törekedett, hogy az ukrán népesség ne megszállásként élje meg a lengyel jelenlétet: pl. csak az ukrán zászlókat engedte meg kitűzni a hivatalos épületekre, a lengyel zászlókat pedig csak azokra, amelyekben a lengyel parancsnokságok voltak.
Jelentősebb szovjet ellenerő május 14-én indult Fehéroroszország felé Mihail Tuhacsevszkij vezetésével, de még 6-án Szemjon Bugyonnij 1. Lovashadserege megkezdte az átkelést a Dnyeperen Jekatyerinoszlavtól északra. Június 11-éig elfoglalta Zsitomirt, Rivnét és Kijevet. A július 4-én induló szovjet offenzívát a lengyelek már nem bírták feltartóztatni – a hónap első napjaiban vissza kellett vonulniuk kb. 300 km-t nyugatra. Ekkor írta Tuhacsevszkij a híres hadparancsát: „Az egyetemes forradalom sorsa nyugaton dől el, a fehér Lengyelország holttestén át vezet az út a világégéshez. A mi bajonettjeink hoznak majd boldogságot és békét az emberiségnek. A támadás órája eljött. Nyugatra! Vilnába, Minszkbe, Varsóba, előre!” Tuhacsevszkij felelevenítette a novemberi felkelés ellen harcoló tábornokok taktikáját, ennek révén már július végén az orosz haderők a Bug vonalánál álltak és elfoglalták Brześćet. Augusztus 10-én a front elérte Ciechanówot és Siedlcét. Az oroszok biztos voltak, hogy Varsó nemsokára elesik – hiszen már 90 km-re megközelítették a lengyel fővárost – és a Vörös Hadsereg egyesül a kommunista forradalmi erőkkel Németországban.

#### Az európai közvélemény
Az európai közvélemény a lengyel–szovjet háborúról nagyon kedvezőtlen volt Lengyelország számára. 1920 júliusában sok európai országban sztrájkoltak és lengyelellenes sajtópropaganda terjedt el – mindkettőt a Komintern hangolta egybe. Az angol, francia, csehszlovák és német munkások úgy hitték, hogy Oroszországban megszületett az igazi munkáshatalom és igazságos szocializmus, Lengyelország pedig ellene van a „munkások közös ügyének”. Csehszlovákia, kihasználva a Lengyelország nehéz helyzetét, elfoglalta a Tescheni-Szilézia nyugati részét (Zaolzie), ahol pedig többségben lengyelek éltek (lásd Lengyel–csehszlovák háború). A cseh vasutasok megállították Břeclavban a Lengyelországba irányuló francia fegyverszállítást; hamarosan a csehek, a szovjet Oroszországgal való jó kapcsolatokra számítva és arra, hogy Lengyelország belebukik a háborúba, így nekik sikerül baj nélkül megtartaniuk Zaolziét, akadályozták a nyugatról érkező hadianyagok szállítását Lengyelországba.
A kritikus helyzetben lévő lengyel kormány az antant segítségét kérte. A spai konferenciára utazó Władysław Grabski lengyel miniszterelnököt azonban az antant küldöttek (különösen David Lloyd George brit miniszterelnök) nem szövetségesnek kijáró fogadtatásban részesítették, hanem kikötötték, hogy csak akkor segítenek neki fegyverszünetet kötni, ha elfogadja a határok kérdésében a világháborúban győztes országok küldötteiből álló Legfelsőbb Haditanács döntését. A lengyel miniszterelnök kényszerből belement az alkuba, így az antant jelölhette ki a lengyel–csehszlovák határt a vitás területeken – Tescheni-Sziléziában, Szepesben és Árvában – anélkül, hogy népszavazást szervezett volna (ezt előzőleg kérték a lengyelek). Különösen a Tescheni-Sziléziában az eredmény a lengyeleknek határozottan kedvezőtlen volt, hiszen habár Lengyelország megkapta a terület csaknem felét, de az értékes iparvidék és szénmedence mind a cseheknek jutottak. Lengyelország tekintettel a kritikus hadászati helyzetre, ideiglenesen beleegyezett a határkérdés ilyen megoldásába.
Az angol külügyminiszter, George Curzon felszólította a szovjet kormányt a hadműveletek befejezésére, és a Suwałki–Białystok–Bug vonal országhatárként való elfogadására. Ezt “Curzon-vonalnak” kezdték nevezni (a második világháború után ez lett az alapja a jelenlegi keleti lengyel határ kijelölésére). Moszkva azonban határozottan elutasította az angol döntőbíróságot, és kijelentette, hogy csak Varsóval hajlandó tárgyalni. Azonban olyan feltételeket szabtak a lengyel államnak, hogy annak elfogadása gyakorlatilag öngyilkossággal ért volna fel, ezért a lengyel vezetés is a háború folytatása mellett tette le a voksát.
Hasonló kedvezőtlen volt lengyel szempontból a német kormány viselkedése. 1920 augusztusában a német dokkmunkások Danzig Szabad Városban (az adott helyzetben Lengyelország egyetlen kapcsolata a világgal) megtagadták azoknak a hajóknak a kirakodását, amelyek segítséget hoztak Lengyelországnak. Emiatt a kirakodásban a Danzigban állomásozó brit katonáknak kellett részt venniük.
Az egyetlen ország, amely segítséget ajánlott a bolsevikok által megtámadott Lengyelországnak, Magyarország volt. A magyarok 30 ezer lovast és fegyvert akartak küldeni, de azt a csehek nem engedték át. Végül Románia beleegyezése révén Magyarország saját szerelvényével elszállította Lengyelországba a lőfegyvereket, muníciót és pótalkatrészeket.

#### Varsói csata
|                                                                               |
| Hadseregek a csata előtt: az oroszok támadnak Varsó és Kujávia felé           |
|                                                                               |
| A csata második része: a lengyelek támadnak Wieprz, Modlin és Pomeránia felől |

Augusztus 13-án elkezdődtek azok a hadműveletek, amelyeket a történészek varsói csatának hívnak. Valójában a hadműveletek nagyon nagy területet foglaltak magukba, a Lublin környékétől (Wieprz folyó az északkeleti Mazóvián keresztül Toruń környékéig.
Ezen a napon két orosz hadosztály megindult Varsó felé északkeletről és bevette Radzymint (város kb. 25 km északkeletre Varsótól). A lengyel csapatok feltartóztatták őket, a csata kibontakozott és egészen augusztus 15-éig tartott, amikor a lengyelek visszaszerezték Radzymint. Gyakran csak ezt a csatát értik „varsói csata” alatt a történészek – mert ez csak 10 km-re történt Varsótól és a harcok nagyon elkeseredett voltak (különösen augusztus 15-én).
Włocławek és Toruń között Jevgenyij Szergejev és Gaja Gaj csapatai kezdtek átkelni Visztulán, hogy megközelítsék Varsót nyugatról (a novemberi felkelés ellen harcoló tábornokok taktikáját követték ebben). A hadseregnek második feladata Kelet-Pomeránia elfoglalása volt. A bolsevikok Németországnak akarták azt átadni, hogy a németek össze tudják kapcsolni Kelet-Poroszországot az államuk többi részéivel. Így akarták a bolsevikok elérni a német nacionalisták támogatását.
Az aggasztó hírek arra bírták rá Piłsudski főparancsnokot, hogy megtámadja a Wieprz folyótól kiindulva augusztus 16-án Tuhacsevszkij csapatainak oldalát. Ebből a célból összevonta a csapatok egy részét Lwówból, amelyet Szemjon Bugyonnyij lovashadserege támadott meg. A lwówiak sikerrel verték ezt vissza (lásd lejjebb) és így Tuhacsevszkij csapatai számára óriási meglepetést okozott, amikor már a következő napon a lengyel erők szétzúzták az ellenfelet és elérték a Biała Podlaska – Siedlce – Varsó vonalat. Ezután Piłsudski átcsoportosította a hadseregét és utasítást adott arra, hogy a szovjeteket oly módon üldözzék, hogy azok ne tudjanak visszavonulni. Ez csak részben sikerült, mert két orosz hadsereg mégis visszavonult Oroszország felé. A Włocławek és Toruń környékén harcoló csapatokat sikerült elvágni a többi szovjet erőtől, így azok Németországba (Kelet-Poroszországba) menekültek, ahol internálták őket.
A varsói csatát gyakran „visztulai csodának” hívják – különösen a radzymini részét – a „marne-i csodához” hasonlóan, amikor 1914. szeptemberében a franciák visszaverték a németeket, akik már csaknem elfoglalták Párizst. A „csoda” szó isteni beavatkozásra utal, ami a vallásos emberek hite szerint tényleg megtörtént, mert augusztus 15-ére, amikor a legnehezebb harcok folytak Radzyminnál, fontos egyházi ünnep esik: Mária mennybemenetele. Augusztus 15-e ma nemzeti ünnep, a Lengyel Hadsereg napja.

#### Lwów védelme és a további harcok

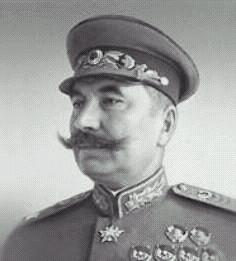
Szemjon Bugyonnij

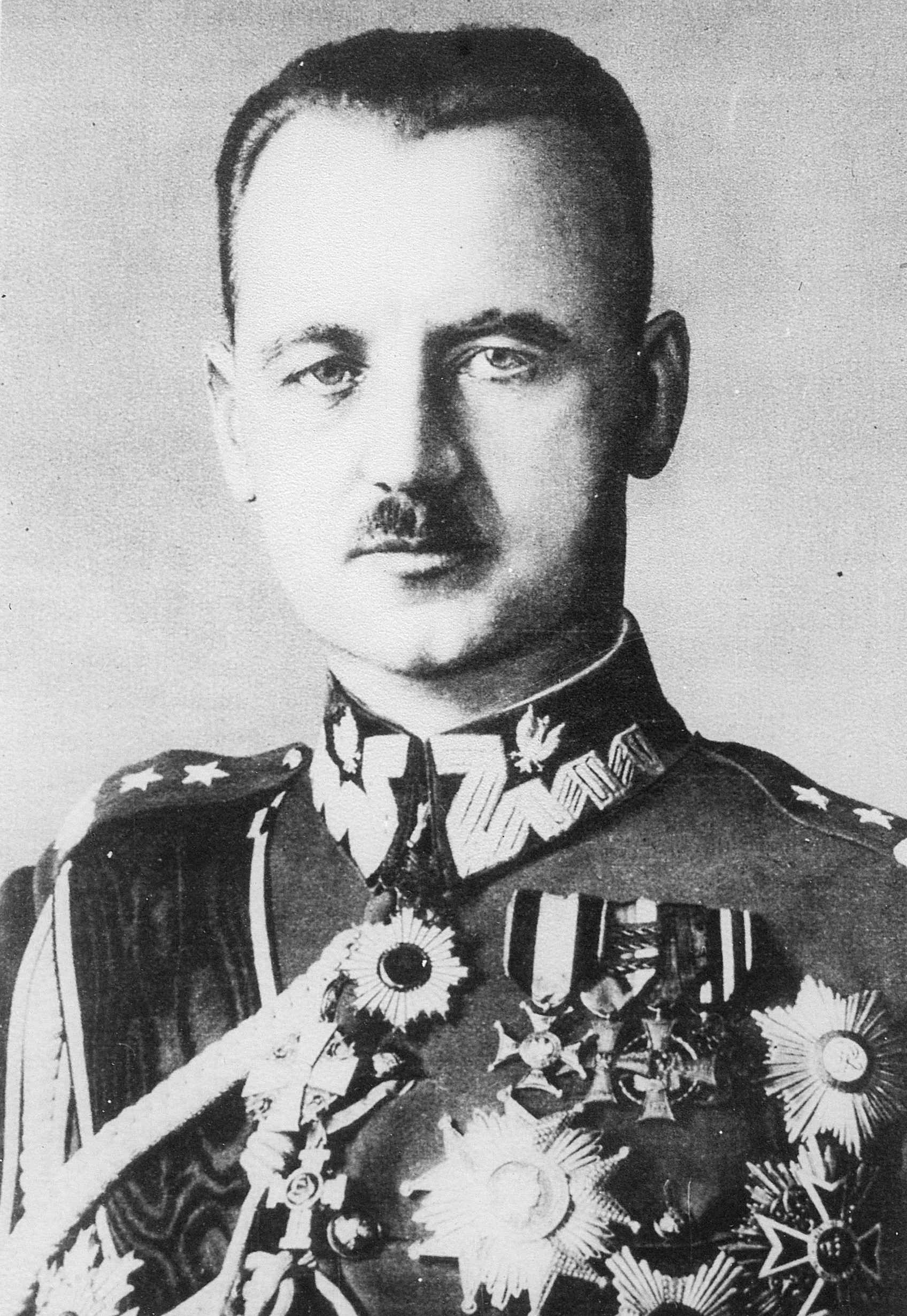
Władysław Sikorski

Amikor a szovjet Nyugati Front Tuhacsevszkij parancsnoksága alatt megtámadta Varsót, a Délnyugati Front Alekszandr Jegorov parancsnoksága alatt (ahol Joszif Sztálin politikai biztos volt) Lwówot támadta. Közvetlenül Szemjon Bugyonnij lovashadserege támadott. Ebben az időben a lengyelek kivonták hadseregük egy részét, hogy megerősítsék a Tuhacsevszkijt támadó csapatokat. Végeredményben így Lwówot csak három lengyel hadosztály védte, két orosz hadsereg pedig támadta.
17-én a lwówi önkéntesek zászlóalja megállította Bugyonnij lovashadseregének közvetlen támadását. Egy egész álló napig sikeresen tartóztatta fel a bolsevik erőket, de 330 harcosukból 318 elesett, s ezért ezt a csatát „Lengyel Thermopülének” nevezték el. További két nap eltelte után Bugyonnij abbahagyta Lwów ostromát és irányt vett Lublin felé, hogy segítsen Tuhacsevszkij hadseregének a varsói csatában. Augusztus 16–18-a között a Lengyel Hadsereg ellentámadása már Tuhacsevszkij Nyugati Frontját zúzta szét – így, a lovashadserege műveletei elkéstek. Minden egyes nap, amelyen a lovashadsereg el volt foglalva a Lwówért folyó harcokkal, nélkülözhetetlen volt a lengyel győzelem számára a varsói csatában.
Władysław Sikorski ezredes parancsára Bugyonnij lovashadseregét nyugodtan támadhatták a megnyert varsói csata után jó hangulatú lengyel csapatok. Bugyonnij mindenáron meg akarta hódítani Zamośćot, amire sok erőt és időt elpazarolt, hiábavalóan. Az északnyugatról jövő Sikorski-csapatok és a Lwów felől jövők a lovashadsereget arra kényszerítették, hogy kelet felé meneküljön. Szeptember 12. és 21. között a lengyelek legyőzték mind a három szovjet hadsereget, amely Volhíniában és Kelet-Galíciában tartózkodott. A lengyeleknek a Mihajlo Omeljanovics-Pavlenko tábornok által vezetett hadsereg, az Ukrán Népköztársaság Hadserege segített – az egyetlen valódi lengyel szövetséges a szovjetek elleni háborúban (Magyarországon kívül, amelynek ugyan nem sikerült katonákat küldeni Lengyelországba, de muníciót és felszerelést igen).
A varsói csata és a Lovas Hadsereg elleni csata után a nyemani hadjárat zajlott le, amely döntő szerepet játszott az egész háború végeredményére. Célja Tuhacsevszkij csapatainak teljes felszámolása volt. A harcok szeptember 20. és 28. között a mai északnyugati Fehéroroszországban folytak; az oroszokon kívül, a lengyeleket a litvánok is támadták, mert az oroszok megígérték nekik, hogy Vilnát nekik adják. A legnehezebb harcok Grodnónál, Lidánál, Volkoviszknál és Baranavicsinál zajlottak. Október 12-én a lengyelek elfoglalták Minszket, amivel befejeződött a hadjárat.

## A rigai béke
| 1 2 3 4 5 6 7 8 9 |
| A rigai békeszerződésben megállapított lengyel–szovjet határ és az 1771 előtti Lengyel–Litván Unió területe. Az Uniót a Lengyel Korona (1, 2, 9), Litván Nagyfejedelemség (3, 4, 5) és Livónia (Lettország (7) déli része) alkották; II. Lengyel Köztársaság – 1, 3, de 1921. márciusában – még Szilézia (8) nélkül; 6, 9 – Kelet- Poroszország (9 – Varmia és Danzig) |

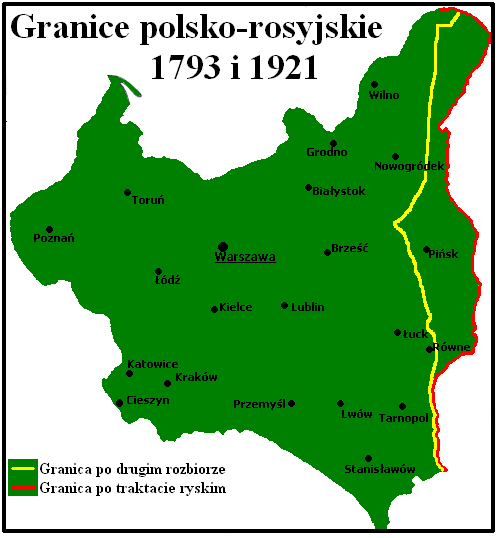
A rigai békeszerződésben megállapított lengyel–szovjet határ (piros) és az 1793. évi lengyel–orosz határ (sárga)

A menekülő Vörös Hadsereg megállt augusztus végén a mai lengyel–fehérorosz határhoz hasonló vonalon, a Nyeman és Szviszlacs folyók vonalán. Szeptember 20-án a lengyel hadsereg támadásával elkezdődött a nyamani hadjárat. A támadás meglepte az oroszokat, akik kivonultak Hrodnába. Szeptember 28-án a lengyelek elfoglalták Lidát, október 12-én Minszket; ezzel a hadjárat befejeződött.
1920. október 18-án fegyverszünet lépett életbe. Féléves tárgyalás után 1921. március 18-án a felek aláírták Rigában a békeszerződést, amely kijelölte a lengyel–szovjet határt és megszabta a kapcsolatokat a két állam között. A lengyel határ kissé keletebbre került, mint a második felosztáskor (1793) az oroszok által elvett területek határa. Az ukrán szakaszon azonos volt a régi orosz–osztrák határral (a Zbrucs folyónál). Érdekes, hogy a lengyeleknek nem kellett a szovjetek teljes ajánlata (pl. az egész Fehéroroszország). Ez azért volt így, mert Rigában főként az endecja tagjai tárgyaltak, akik úgy vélték, hogy ha Lengyelország túl sok területet ölel fel keleten, akkor ott túl sok más néphez tartozó fog élni, ami nagyon előnytelen lesz az állam kohéziója szempontjából. Voltak, akik véleménye szerint Roman Dmowski, az (endecja vezére) félt, hogy Piłsudski túl sok hívet fog szerezni a küszöbön álló parlamentáris választásokon, mert ők főként keleten éltek, míg az endecja hívei nyugaton és Lengyelország központi részén.
1920 novemberében a Vörös Hadsereg legyőzte az Ukrán Népköztársaság (UNR) hadseregét, a lengyelek szövetségesét a szovjetellenes háborúban. Az UNR helyett a kommunisták létrehozták az Ukrán Szovjet Szocialista Köztársaságot, amelynek a képviselői is aláírták a rigai békeszerződést. Lengyelország elismerte az USZSZK-t, ami azt jelentette, hogy többé nem támogatta az UNR-t.

## A háború jelentősége Európa számára
A brit történész, A. J. P. Taylor szerint, a lengyel–szovjet háború nagy mértékben meghatározta Európa történelmét legalább a következő 20 évre. A vereség rákényszerítette a szovjet államvezetőkre, hogy felhagyjanak a „nemzetközi forradalommal”. Csak 20 évvel később küldtek hadsereget külföldre azzal a céllal, hogy „csináljon forradalmat”. Az amerikai szociológus, Alexander Gella szerint, a lengyel győzelem nemcsak Lengyelországnak, hanem egész Közép-Európának 20 év függetlenséget szerzett.
Ami a varsói csatát illeti, lord Edgar Vincent D'Abernon, varsói brit nagykövet, a világtörténelem 18. döntő csatájának nevezte el. Ez egyik könyvének a címe is. Louis Faury francia tábornok viszont a csatát a bécsi csatával hasonlította össze: ott Lengyelország megmentette Európát a török veszélytől, Varsónál pedig a kommunistától.

## Bibliográfia
- Bitwa Warszawska 13–28 VIII 1920. Dokumenty operacyjne. Część II (17–28 VIII), közös publikáció, ISBN 83-86678-37-2
- Kirsteen Davina Croll, Soviet-Polish relations, 1919-1921, University of Glasgow 2008
- Antoni Czubiński, Walka o granice wschodnie Polski w latach 1918-1921, Wyd. Instytut Śląski, Opole 1993
- Edgar Vincent D'Abernon, The Eighteenth Decisive Battle of the World, Warsaw 1920. Hyperion Press, Westport Conn 1977. ISBN 0-88355-429-1 (lengyel kiadás: Osiemnasta decydująca bitwa w dziejach świata – pod Warszawą 1920 r., 1932 r.)
- Norman Davies, God’s Playground. A History of Poland. Bd 1. The Origins to 1795; Bd 2. 1795 to the Present. Oxford University Press, Oxford 2005. ISBN 0-19-925339-0, ISBN 0-19-925340-4., lengyel kiadás Boże igrzysko. Historia Polski, Znak, Warszawa, 1999
- Norman Davies, White Eagle, Red Star, the Polish-Soviet War, 1919–20. Pimlico, London 2003. ISBN 0-7126-0694-7, lengyel kiadás Orzeł Biały, Czerwona Gwiazda, Kraków 1998 ISBN 83-7006-741-7
- Marian Kamil Dziewanowski, Joseph Pilsudski: a European federalist, 1918-1922, Hoover Institution Press, Stanford, Calif., 1969, ISBN 0-8179-1791-8
- John Frederick Charles Fuller, The Decisive Battles of the Western World. Eyre & Spottiswoode, London 1954, Cassell, London 2001. ISBN 0-304-35868-1
- Jeremy Keenan, The Pole: the Heroic Life of Józef Piłsudski. Duckworth, London 2004. ISBN 0-7156-3210-8
- Titus Komarnicki, Rebirth of The Polish Republic, London 1957, Wyd. Heinemann
- Marian Kukiel, Bitwa Warszawska, PIW, 2005, ISBN 83-89700-36-0
- Marian Kukiel, Moja wojaczka na Ukrainie, wiosna 1920: dziennik oficera Sztabu Generalnego, Wojskowy Instytut Historyczny; Pruszków: „Ajaks”, 1995 ISBN 83-85621-74-1
- Tadeusz Kutrzeba, Wyprawa kijowska, Warszawa 1937
- Wojciech Materski, Na widecie. II Rzeczpospolita wobec Sowietów 1918-1943. Warszawa 2005, Lengyel Tudományos Akadémia, Politikai Tanulmányok Intézete kiadása, ISBN 83-88490-84-2, ISBN 83-7399-125-5
- Henryk Mierzwiński, Wojna polsko-sowiecka 1919-1920, Biała Podlaska 1991 Archiválva 2013. október 25-i dátummal a Wayback Machine-ben
- Andrzej Nowak, Polska i trzy Rosje. Studium polityki wschodniej Józefa Piłsudskiego (do kwietnia 1920 roku), Kraków 2008, Wyd. Arcana, ISBN 83-86225-44-0
- Grzegorz Nowik, Zanim złamano Enigmę: Polski radiowywiad podczas wojny z bolszewicką Rosją 1918–1920, Warszawa 2004, Oficyna Wydawnicza RYTM ISBN 83-7399-099-2
- Znaczenie i zakres deszyfracji depesz bolszewickich w latach 1919–1920 – interjú Grzegorz Nowikkal, Gazeta Wyborcza 2005. 08. 7.
- Józef Piłsudski, Rok 1920, [in:] Pisma zbiorowe. Warszawa 1937, újranyomás: Krajowa Agencja Wydawnicza, Warszawa 1991, ISBN 83-03-03059-0
- Richard Pipes, Russia under the Bolshevik Regime. Random House, New York 1994. ISBN 0-394-50242-6., lengyel kiadás Rosja bolszewików Warszawa 2005 ISBN 83-89656-15-9
- Władysław Pobóg-Malinowski, Najnowsza historia polityczna Polski 1864–1945 . 2. kötet, cz. 1. Londyn, 1956
- Robert Potocki, Idea restytucji Ukraińskiej Republiki Ludowej (1920–1939). Wydawnictwo: Instytut Europy Środkowo-Wschodniej, Lublin 1999; ISBN 83-85854-46-0; http://exlibris.org.ua/potocki/index.html – 1920. évi háborúra vonatkozó fejezetek.
- Marek Tarczyński, Bitwa Warszawska 1920, Wyd. Rytm, 1996, ISBN 83-86678-37-2
- Piotr Wandycz, Soviet-Polish Relations, 1917-1921, Cambridge Mass. 1969 Wyd. Harvard University Press, ISBN 0-674-82780-5
- Richard M. Watt, Bitter Glory, Poland and Its Fate, 1918-1939. Hippocrene Books, New York 1998. ISBN 0-7818-0673-9
- Norbert Wójtowicz, Udział płockich harcerzy w wojnie 1920 roku Archiválva 2016. március 4-i dátummal a Wayback Machine-ben, hírlap Notatki Płockie, 1999, nr 4(181), 13-23. oldalak
- Lech Wyszczelski, Wojna polsko-rosyjska 1919–1920, 1. és 2. kötet, Wyd. Bellona Warszawa, 2010
- Lech Wyszczelski, Wojna o Kresy Wschodnie 1918-1921, Wyd. Bellona Warszawa, 2011